# Melodías de Broadway
Melodías de Broadway o La melodía de Broadway (título original: The Broadway Melody) es una película musical de 1929 dirigida por Harry Beaumont, ganadora del Óscar a la mejor película (el primero ganado para el cine sonoro). Es considerada un hito en la historia del cine.
La película fue escrita por Norman Houston y James Gleason a partir de una historia de Edmund Goulding, y dirigida por Harry Beaumont. La música original fue compuesta por Arthur Freed y Nacio Herb Brown, e incluye el popular éxito de la época "You Were Meant For Me". En la película también se incluye la popular canción de George M. Cohan, "Give My Regards To Broadway". Bessie Love fue nominada a un Óscar en la categoría de mejor actriz por su interpretación.

## Sinopsis
Dos hermanas, Hank y Queenie Mahoney, llegan a Nueva York soñando con ganarse un lugar en Broadway. Eddie, el novio de Hank, las ayuda a conseguir un número en la compañía en la que él trabaja, pero pronto se enamora de Queenie, la exuberante e ingenua hermana menor, quien conquista a su vez al público y a los productores...

## Reparto
- Anita Page como Queenie Mahoney

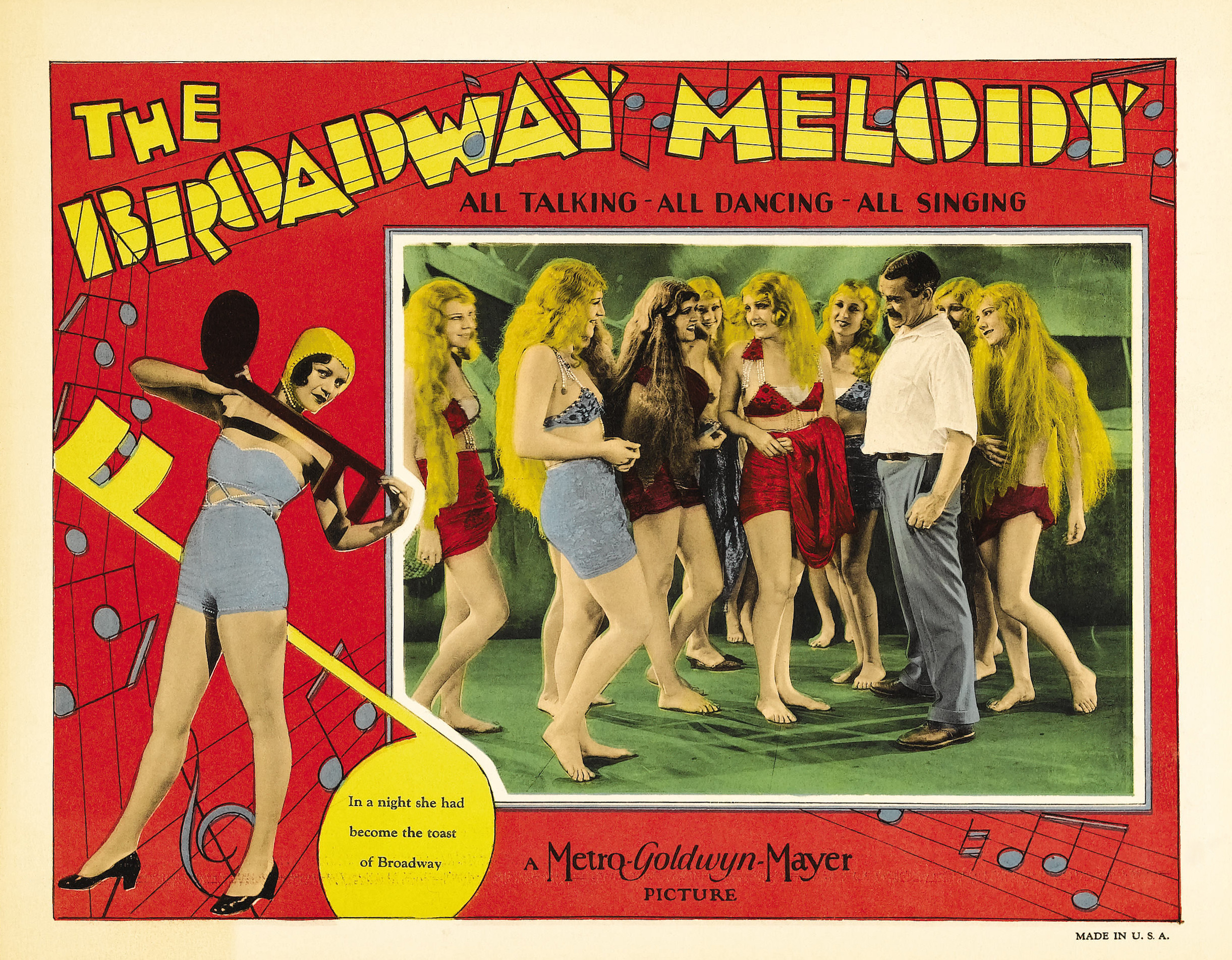
Tarjeta de Lobby

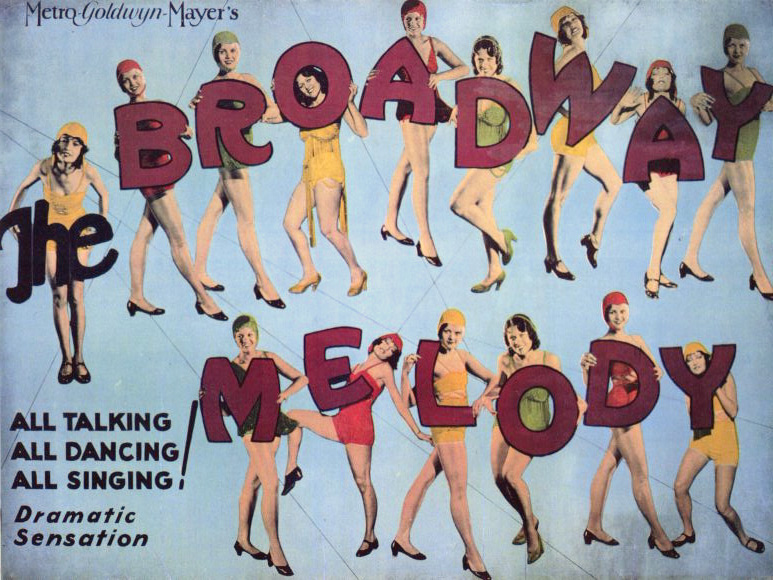
Póster

- Bessie Love como Harriet "Hank" Mahoney
- Charles King como Eddie Kearns
- Jed Prouty como Jed
- Kenneth Thomson como Jacques Warriner
- Edward Dillon como el Manager
- Mary Doran como Flo, la rubia
- Eddie Kane como Zanfield
- J. Emmett Beck como Babe Hatrick
- Marshall Ruth como Stew
- Drew Demarest como Turpe
- James Gleason como publicista de música (sin acreditar)

## Números musicales
Música por Nacio Herb Brown, letra de Arthur Freed.
- "Broadway Melody"
- "Love Boat"
- "You Were Meant for Me"
- "Wedding of the Painted Doll"
- "Boy Friend"
- "Truthful Deacon Brown" – música y letra de Willard Robison
- "Lovely Lady"

## Crítica
"La Melodía de Broadway" tiene los ingredientes de una buena película (musical): Un director correctísimo (fue candidato al Óscar); un guion bien escrito y bien llevado, aunque poco profundo; y unos números musicales buenos.
En su contra; las coreografías no son nada destacables, y en general, la película acusa esa falta de "efecto experiencia" inevitable en las obras innovadoras.
El logro fue hacer una buena película que incorporase todos los avances técnicos del sonido. El resultado fue un éxito de taquilla y el nacimiento de un género. La industria en Hollywood tomó nota de lo que el público demandaba.

## Secuelas
Tras su éxito, otras tres películas fueron producidas por la MGM con títulos similares, La melodía de Broadway de 1936, La melodía de Broadway Melody de 1938 y La melodía de Broadway de 1940. Aunque no puedan ser consideradas como secuelas en el sentido tradicional de la palabra, todas tenían la premisa básica de mostrar a un grupo de personas montando un espectáculo (las películas también tenían varios miembros del reparto interpretando diferentes papeles, destacando entre ellos a la bailarina Eleanor Powell, quien apareció en las tres películas).
La película original tuvo una nueva versión en 1940, recibiendo el título de Two Girls on Broadway. También se planeó rodar otra Melodía de Broadway en 1942 (protagonizada por Gene Kelly y Eleanor Powell) aunque su producción se canceló finalmente en el último minuto. Broadway Rhythm, musical de la MGM de 1944, iba a llamarse originalmente La melodía de Broadway de 1944.